# برايان درايسديل
برايان درايسديل (بالإنجليزية: Brian Drysdale)‏ هو لاعب كرة قدم بريطاني، ولد في 24 فبراير 1943 في Wingate, County Durham ‏ في المملكة المتحدة. لعب مع أكسفورد يونايتد ولينكولن سيتي أف سي ونادي بريستول سيتي ونادي ريدنغ ونادي هارتلبول يونايتد.